# Banatul Timișoara
Banatul Timișoara a fost un club de fotbal din Timișoara, România.

## Istorie
De cele mai multe ori echipa a jucat în campionatul județean din județul Timiș.
În 1927, în echipă s-au înscris mulți jucători de la echipa auto-dizolvată "Sparta-Unirea CFR".
După al Doilea Război Mondial, echipa a evoluat în Divizia C din România sub numele de "Prima Banat", dar în 1927 și-a schimbat denumirea în "Banatul". Echipa a dispărut în anul 1950. Cea mai mare performanță a celor de la "Banatul Timișoara" a fost meciul din semifinalele Cupei României pierdut împotriva celor de la "România Cluj".

## Jucători importanți
- Jean Lăpușneanu
- Gheorghe Ciolac
- Halmoș
- Ștefan Dobay
- Grațian Sepi II
- Nicolae Kovacs I